# Via Balbia
Via Balbia, eller Via Balbo var en hovedvej, som forløb langs hele kysten af den italienske koloni Libyen. I marts 1937 foretog den italienske diktator Benito Mussolini et statsbesøg i Libyen for at åbne denne nye militære hovedvej. 
Vejen havde stor strategisk betydning under Ørkenkrigen i 2. Verdenskrig. Offensiverne frem og tilbage langs kysten var i høj grad afhængige af denne moderne vej til fremføring af tropper og forsyninger. 
Vejen fik ny belægning i 1967. Ifølge Hussein Maziq, premierministeren i Libyen (1965-67), havde det været planen at udbygge vejen til en dobbelt vej (motorvej). Dette er ikke sket på grund af den politiske omvæltning den 1. september 1969 – undtagen på to strækninger: Sabratha – Tripoli – Misratah og Agedabia – Benghazi – Tocra. For nylig har den libyske regering givet ordre til at stykket Ras Ejder – Sabratha skal udbygges.